# Wznosy bokiem
Wznosy bokiem, wznosy sztangielek bokiem, lub odwodzenie ramion w bok ze sztangielkami (ang. shoulder fly, dumbbell deltoid raise) – ćwiczenie fizyczne polegające na podnoszeniu ramionami ciężaru (najczęściej hantli) stosowane podczas treningu kulturystycznego.

## Prawidłowa technika[2]
Wznosy bokiem wykonuje się najczęściej w pozycji stojącej, lecz spotykana jest również siedząca. Przed wykonaniem ćwiczenia należy lekko pochylić tułów do przodu względem osi strzałkowej. W celu uniknięcia uszkodzeń kręgosłupa, powinno się "ściągnąć" łopatki, poprzez lekkie odchylenie barków do tyłu oraz w dół (retrakcja oraz depresja). Pozycja wyjściowa dla ruchu to lekko zgięte w łokciach ramiona ułożone równolegle do tułowia. Ruch odwodzenia hantli w bok powinien być wykonywany w osi pionowej, aż do uzyskania ich prostopadłości względem tułowia. W osi poprzecznej, ramiona należy unosić pod kątem między 15 a 20 stopni względem linii łopatek. Opuszczenie ramion do pozycji wyjściowej powinno być spokojne. W celu dodatkowego napięcia mięśni można zatrzymać przez chwilę ramiona w szczytowej pozycji całego ruchu.

## Zaangażowane mięśnie
Wznosy bokiem są klasycznym ćwiczeniem rozwijającym boczną część (boczny akton) mięsnia naramiennego oraz w mniejszym stopniu część mostkowo-żebrową mięśnia piersiowego większego. W trakcie wykonywania ćwiczenia aktywowany jest dodatkowo mięsień czworoboczny. Ruch "ściągnięcia" łopatek przed wykonaniem ćwiczenia zmniejsza zaangażowanie górnej części mięśnia czworobocznego, równocześnie zwiększając aktywację mięśnia naramiennego. Jest to istotne dla osiągnięcia zamierzonego rezultatu, czyli rozwoju bocznych aktonów mięśni naramiennych.

## Częste kontuzje
W większości klubów fitness znajdują się maszyny do ćwiczeń mające imitować ruch wznosów, aczkolwiek poprzez odgórne narzucanie toru ruchu mogą one przyczyniać się do powstawania kontuzji. Ćwiczenie mocno również angażuje staw ramienny oraz pobliskie ścięgna. W trakcie ich wykonywania często zapomina się o prawidłowej technice oraz o odpowiednim dobraniu obciążenia. W związku z tym, są ćwiczeniem bardzo kontuzjogennym. Do najczęstszych wynikających z tego faktu uszczerbków na zdrowiu należą:
- naderwane ścięgien/więzadeł
- urazy mięśnia naramiennego, w tym zerwanie, naderwanie
- uszkodzenie pierścienia rotatorów (grupa mięśni)
- uszkodzenie stożka rotatorów[6] (grupa stawów)

## Znaczenie ćwiczenia

Mięsień naramienny z podziałem na 3 aktony.

Odwodzenie ramion w bok jako jedyne spośród wszystkich ćwiczeń na barki skutecznie rozwija boczny akton mięśnia naramiennego. Z tego powodu, większość kulturystów umieszcza je w swoim planie treningowym.